# 大瓦尔施塔特
大瓦尔施塔特是德国巴伐利亚州的一个市镇。总面积14.02平方公里，总人口4086人，其中男性2043人，女性2043人（2011年12月31日），人口密度291人/平方公里。